# Barbara Hendricks (cantante)
Barbara Hendricks (Stephens, 20 novembre 1948) è un soprano statunitense naturalizzato svedese.

## Biografia
Figlia di un pastore metodista e di una maestra, ha studiato matematica e chimica all'Università del Nebraska e musica alla Juilliard School of Music di New York come allieva del mezzosoprano Jennie Tourel partecipando ad un master tenuto da Maria Callas.
Nel 1973 debutta con il ruolo di St. Settlement in Four Saints in Three Acts al Vivian Beaumont Theater per il Metropolitan Opera.
Nel 1974 debutta al Festival di Glyndebourne e con Erisbe ne l'Ormindo a Fez con l'Opera di San Francisco. 
Nel 1974 è Una damigella e L'Amore ne L'Incoronazione di Poppea al San Francisco Opera.
Nel 1975 è Inez nella prima rappresentazione in concerto nella Carnegie Hall di New York di "La favorite" di Gaetano Donizetti.
Nel 1976 tiene il primo recital nella Town Hall di New York.
Durante la carriera, si è esibita in tutti i maggiori teatri d'opera del mondo, come l'Opéra National de Paris, il Metropolitan Opera, la Royal Opera House di Covent Garden e il Teatro alla Scala lavorando con direttori della fama di Leonard Bernstein, Daniel Barenboim, Colin Davis, Carlo Maria Giulini, Bernard Haitink, Herbert Von Karajan, Lorin Maazel, Wolfgang Sawallisch e Georg Solti.
Il suo repertorio comprende più di venti ruoli tra i quali: Pamina nel Flauto magico e Ilia nell'Idomeneo di Mozart, Micaela nella Carmen di Bizet, Gilda nel Rigoletto di Verdi, Liù nella Turandot di Giacomo Puccini, Mélisande nel Pelléas et Mélisande di Debussy, Tatiana in Eugenio Onieghin di Čajkovskij, Clara e Bess in Porgy and Bess di George Gershwin e, tra le produzioni contemporanee, Alice in Final Alice di David Del Tredici.
È Mimì ne La bohème (film 1988) cinematografica (film-opera) di Luigi Comencini con Josè Carreras che inaugurò l'edizione del Festival dei Due Mondi di Spoleto nel 1988 e trasmessa da RaiDue in prima serata nel 1989, e Anne Truelove nel film del 1994 La carriera di un libertino con la musica di Igor' Fëdorovič Stravinskij. Nel 1998 ha cantato la parte di Liù nella storica messa in scena della Turandot alla Città proibita di Pechino con la direzione di Zubin Mehta e la regia di Zhāng Yìmóu. È stata membro della giuria del Festival di Cannes nel 1999 e ha recitato nel film di Amos Gitai Disimpegno ambientato a Gaza.

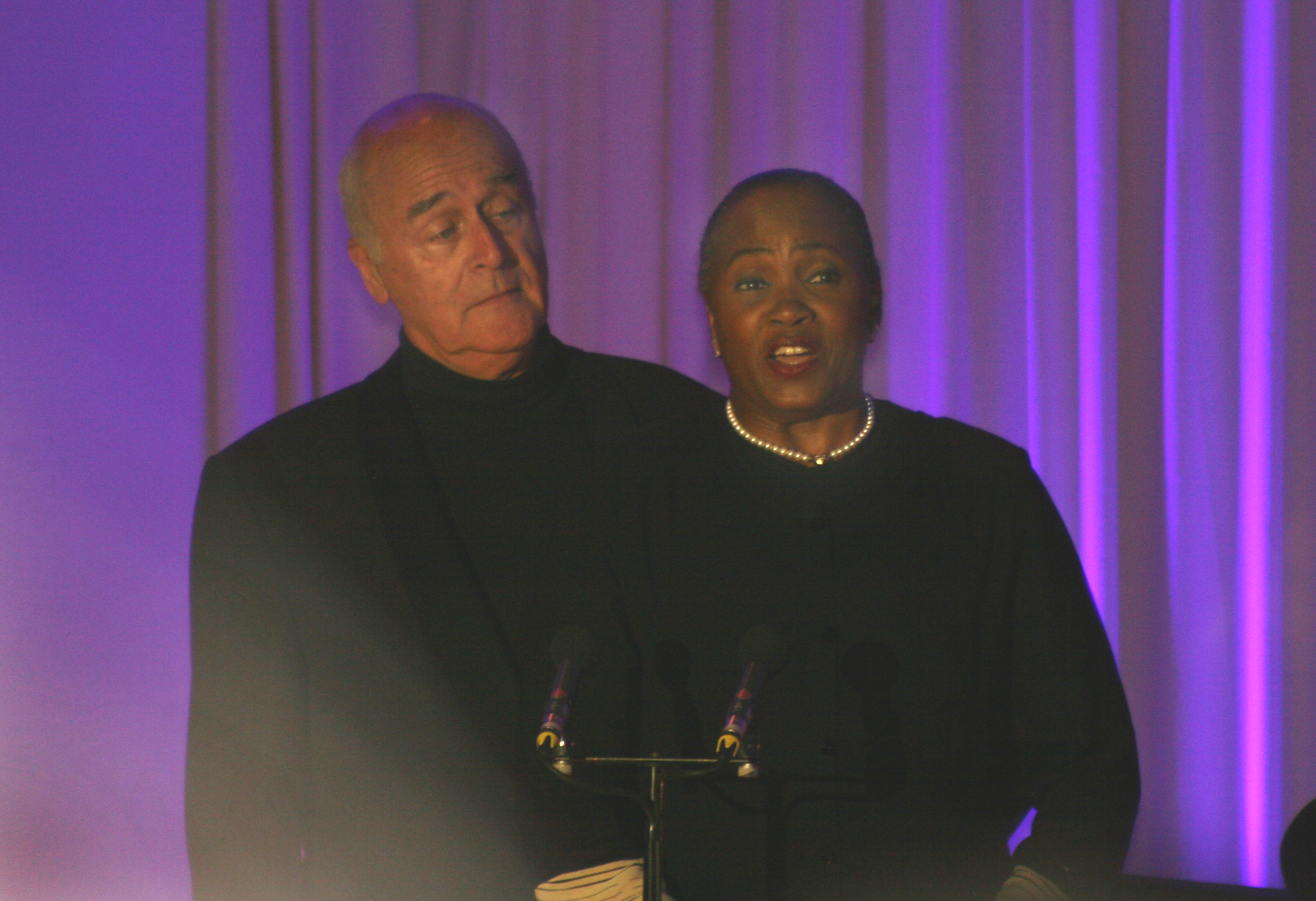
José Van Dam and B.Hendrickx,Brussels 2006

Si esibisce in recital con i migliori pianisti nel repertorio liederistico classico e con le maggiori orchestre con cui ha inciso le sinfonie con soprano di Mahler, il Requiem tedesco di Brahms e la Messa in Do minore K 427 di Mozart.
Prende parte a numerose prime esecuzioni tra le quali il Dies Irae di Krzysztof Penderecki, l'Abbé Agathon di Arvo Paart e Angels in America di Peter Eötvös (tratto da Angels in America di Tony Kushner).
È entusiasta promotrice della musica francese, americana, scandinava e spagnola e organizza eventi internazionali di musica da camera.
Nel 1982 è Nannetta in Falstaff al Royal Opera House di Londra diretta da Carlo Maria Giulini e con Renato Bruson, Katia Ricciarelli, Leo Nucci, Lucia Valentini-Terrani e tiene un recital al Teatro alla Scala di Milano.
Nel 1983 è Nannetta nella ripresa al Teatro Comunale di Firenze di "Falstaff" di Giuseppe Verdi, canta in concerto nel Großes Festspielhaus di Salisburgo con "Ein deutsches Requiem" di Johannes Brahms, è Gilda nella ripresa nella Salle Garnier del Théâtre du Casino di Montecarlo di "Rigoletto" di Giuseppe Verdi e canta in un recital al Grand Théâtre di Ginevra.
Nel 1986 è Sophie nella ripresa al Metropolitan Opera House di New York di "Der Rosenkavalier" (Il cavaliere della rosa) di Richard Strauss e al Wiener Staatsoper dove interpreta anche Susanna ne Le nozze di Figaro. Nello stesso anno canta in un recital alla Scala con Dmtri Alexeev e la Missa Solemnis di Beethoven nel Duomo di Milano con l'Orchestra e Coro del Teatro alla Scala diretta da Carlo Maria Giulini davanti a tremila invitati.
Nel 1987 è Susanna nella ripresa al Teatro alla Scala di "Le nozze di Figaro" di Wolfgang Amadeus Mozart con Samuel Ramey.
Nel 1988 ha conseguito il dottorato in musica presso l'Università del Nebraska ed è Antonia nella replica del Teatro Regio di Parma di "I racconti di Hoffmann" di Jacques Offenbach con Alfredo Kraus.
Nel 1989 è Susanna ne Le nozze di Figaro al Met. 
Nello stesso anno canta l'incompiuta Messa in do minore K 427 (Grosse Messe) alla Scala e canta alla presenza dei capi di Stato, riuniti a Parigi per il vertice dei paesi più ricchi del mondo, partecipando all'inaugurazione dell'Opéra Bastille di Parigi con June Anderson, Teresa Berganza, Ruggero Raimondi, Placido Domingo, l'orchestra, i cori e i balletti dell'Opéra di Parigi diretti da Georges Pretre.
Nel 1990 è Norina in Don Pasquale al Gran Teatro La Fenice di Venezia e Gilda in Rigoletto al Wiener Staatsoper. Nello stesso anno tiene un recital alla Scala dove tornerà sempre in concerto anche nel 1993, 1997 e 1999.
Nel 1991 è Manon Lescaut nella Manon di Massenet al Teatro Regio di Parma e canta nella versione coreografica di John Neumeier il Requiem (Mozart) a Salisburgo diretta da Michael Tilson Thomas.
Nel 1992 canta a Capodanno nella cattedrale di Dubrovnik assediata dai serbi con la Filarmonica di Tolosa (trasmesso da Canale 5, Antenne 2, Bbc e Cnn) ed a Salisburgo è il soprano solista nella Quarta Sinfonia di Gustav Mahler.
Nel 1994 canta nel concerto di Capodanno nella città di Sarajevo, straziata dalla guerra, nel teatro Nazionale Bosniaco, in quello che sarà il primo concerto in programma nella sala dall'inizio della guerra, accompagnata dall'orchestra e dal coro di Sarajevo. 
Nello stesso anno a Santa Cecilia di Roma canta in un concerto di Lieder e in un'altra occasione "Les Illuminations" di Britten con Myung Whun Chung.
Il soprano canta sempre nel 1999 al Montreux Jazz Festival e, da allora, si esibisce regolarmente con il quartetto di Magnus Lindgren nei festival jazz.
Nel 1995 canta musiche di Duke Ellington nel gran galà della Croce Rossa a Monte Carlo.
Nel 1996 tiene un recital alla Scuola Grande di San Giovanni Evangelista per il Gran Teatro La Fenice e canta nel Requiem di Faurè ai funerali di Mitterrand a Parigi.
Nel 1998 canta in un concerto a Ravenna con l'Orchestra e il Coro di Lione e diretta da Kent Nagano.
Nel 1999 canta in un concerto in diretta su Raiuno dalla Basilica Superiore di San Francesco d'Assisi restaurata con l'Orchestra Sinfonica Nazionale della Rai. Nello stesso anno canta a Roma in un concerto a Santa Cecilia e interpreta il ciclo di Lieder di Schubert "Die Schone Mullerin" (La bella mugnaia) nell'Aula Magna dell'Università "La Sapienza".
Nel 2000 canta all'Auditorio della Conciliazione nella Sinfonia n.4 di Mahler, "Im Sommerwind" di Webern e le "Baudelaire Songs" di Debussy e Adams, diretta da Kent Nagano per l'Accademia di Santa Cecilia di Roma, in un concerto di Lieder all'Europauditorium «Cagli» di Bologna ed al Teatro Massimo di Palermo.
Nel 2001 tiene un concerto al teatro Donizetti di Bergamo, nell'Aula Magna della Sapienza a Roma, al teatro Orfeo di Taranto, canta arie di Mozart con l'Orchestra della Toscana ad Empoli, Poggibonsi, Lucca ed al Verdi a Firenze ed i Vier letzte Lieder di Richard Strauss al Politeama di Palermo.
Nel 2002 canta musiche di Gershwin ed Ellington al Teatro delle Palme a Napoli, al Teatro Comunale di Bologna, al Teatro Verdi di Pisa, alla Pergola di Firenze ed al Teatro Regio a Torino. Sempre a Torino canta i Vier letzte Lieder (Quattro ultimi Lieder) di Richard Strauss all'Auditorium del Lingotto insieme con l'Orchestra Sinfonica Nazionale della Rai.
Nel 2003 tiene un concerto jazz nell'Aula Magna dell'Università La Sapienza di Roma, un concerto classico a Reggio al Teatro Valli, al Castel Sant'Elmo a Napoli e canta brani di Mozart e gospel nel Duomo di Milano.
Nel 2004 canta in concerto jazz all'Auditorium di Milano.
Nel 2007 canta in un concerto con l'Orchestra Sinfonica Nazionale della Rai all'Auditorium Rai Arturo Toscanini di Torino registrando il tutto esaurito ed in diretta radiofonica su Rai Radio Tre e agli Arcimboldi di Milano, con il recital «In Billie's Blues: omaggio a Billie Holiday».
Nel 2011 tiene un concerto al Teatro Ponchielli di Cremona.
Nel 2012 tiene un recital al Teatro de la Maestranza a Siviglia.

## Diritti umani
Barbara Hendricks vive in Europa dal 1977, è cittadina svedese, sposata con tre figli. Ha dedicato molto tempo della sua vita alla causa dei diritti umani e dei rifugiati all'interno dell'Alto commissariato delle Nazioni Unite per i rifugiati di cui è stata nominata Ambasciatore Onorario a vita. Nel 1991 e nel 1993 ha tenuto due concerti di capodanno a Ragusa di Dalmazia e a Sarajevo durante il periodo tragico delle guerre jugoslave. Nel 1998 ha creato la Fondazione Barbara Hendricks per la Pace e la Riconciliazione tra le nazioni e nel 2001 ha cantato al concerto di gala tenutosi a Oslo per il Premio Nobel per la Pace Kofi Annan su suo invito e al concerto della cerimonia per l'indipendenza di Timor Est nel 2002.
Per conto del Consiglio d'Europa, inoltre, ha seguito una campagna per l'educazione dei giovani contro la xenofobia ed il razzismo.

## Discografia parziale

### Opere
| Anno | Titolo Ruolo                     | Cast                                                    | Direttore            | Casa                |
| ---- | -------------------------------- | ------------------------------------------------------- | -------------------- | ------------------- |
| 1976 | Porgy and Bess Clara             | Willard White, Leona Mitchell, Florence Quivar          | Lorin Maazel         | Decca               |
| 1978 | Don Carlo Una voce dal cielo     | José Carreras, Mirella Freni, Nicolaj Ghiaurov          | Herbert von Karajan  | EMI                 |
| E    | Serse Romilda                    | Carolyn Watkinson, Paul Esswood, Ortun Wenkel           | Jean-Claude Malgoire | Sony                |
|      | Die ägyptische Helena Aithra     | Gwyneth Jones, Matti Katsu, Dinah Bryant                | Antal Doráti         | Decca               |
| 1980 | L'infedeltà delusa Sandrina      | Edith Mathis, Claes Hakan Ahnsjo, Aldo Baldin           | Antal Dorati         | Philips             |
|      | Parsifal Fanciulla fiore         | Peter Hoffmann, José van Dam, Kurt Moll                 | Herbert von Karajan  | Deutsche Grammophon |
| 1982 | Turandot Liù                     | Katia Ricciarelli, Plácido Domingo, Ruggero Raimondi    | Herbert von Karajan  | Deutsche Grammophon |
| 1985 | Le nozze di Figaro Susanna       | José van Dam, Ruggero Raimondi, Lucia Popp              | Neville Marriner     | Philips             |
| 1987 | La bohème Mimì                   | José Carreras, Gino Quilico, Francesco Ellero d'Artegna | James Conlon         | Erato               |
| 1989 | Hänsel und Gretel Fata del sonno | Anne Sofie von Otter, Barbara Bonney, Andreas Schmidt   | Jeffrey Tate         | EMI                 |
|      | Orfeo ed Euridice Euridice       | Anne Sofie von Otter, Brigitte Fournier                 | John Eliot Gardiner  | EMI                 |
|      | Les Pêcheurs de perles Leila     | John Aler, Gino Quilico                                 | Michel Plasson       | EMI                 |
|      | Œdipe Antigone                   | José van Dam, Nicolai Gedda, Brigitte Fassbaender       | Lawrence Foster      | EMI                 |
| 1990 | Le Roi d'Ys Rozenn               | Delores Ziegler, Eduardo Villa, Marcel Vanaud           | Armin Jordan         | Erato               |
| 1990 | La finta semplice Rosina         | Eva Lind, Ann Murray, Siegfried Lorenz                  | Peter Schreier       | Philips             |
|      | Don Pasquale Norina              | Gabriel Bacquier, Gino Quilico, Luca Canonici           | Gabriele Ferro       | Erato               |
|      | Der Rosenkavalier Sophie         | Kiri Te Kanawa, Anne Sofie von Otter, Kurt Rydl         | Bernard Haitink      | EMI                 |
| 1991 | Die Zauberflöte Pamina           | Jerry Hadley, June Anderson, Robert Lloyd               | Charles Mackerras    | Telarc              |
|      | Idomeneo, Re di Creta Ilia       | Francisco Araiza, Susanne Mentzer, Roberta Alexander    | Colin Davis          | Philips             |

### Recital e Musica sinfonica
- Bach, Cantatas - Barbara Hendricks/Håkan Hardenberger/Kammerorchester Carl Philipp Emanuel Bach/Peter Schreier, 2006 EMI
- Berlioz & Britten: Vocal Works - Barbara Hendricks/English Chamber Orchestra/Sir Colin Davis, 1994 EMI
- Brahms, Un Requiem tedesco - Karajan/Van Dam, Deutsche Grammophon
- Chabrier: Vocal & Orchestral Works - Barbara Hendricks/Choeurs Régional Midi-Pyrénées/Michel Plasson/Orchestre du Capitole de Toulouse/Suzanne Mentzer, 1990 EMI
- Copland: Quiet City - 8 Poems of Emily Dickenson & Barber: Adagio for Strings - 2 Songs - Knoxville Summer of 1915 - Barbara Hendricks/London Symphony Orchestra/Michael Tilson Thomas, 1995 EMI
- David Del Tredici: Final Alice - Barbara Hendricks/Chicago Symphony Orchestra/Sir Georg Solti, Decca
- Debussy, Melodies - Barbara Hendricks/Michel Béroff, 1985 EMI
- Debussy: Songs & J. Tourel Tribute - Barbara Hendricks, 2010 EMI
- Fauré, Melodies - Barbara Hendricks/Gabriel Fauré/Michel Dalberto, 1989 EMI
- Gounod, Mors et Vita - Barbara Hendricks/Michel Plasson/Orchestre du Capitole de Toulouse, 2003 EMI
- Gounod, Messe Solonelle de Sainte Cécile - Barbara Hendricks/French Radio National Chorus/Georges Pretre/Laurence Dale/Orchestre philharmonique de Radio France, 1984 EMI
- Haendel, Solomon - Anthony Rolfe Johnson/Barbara Hendricks/Carolyn Watkinson/English Baroque Soloists/John Eliot Gardiner/Monteverdi Choir/Nancy Argenta, 1985 Philips
- Haydn, Nelson Mass - Barbara Hendricks/Chor des Bayerischen Rundfunks/Francisco Araiza/Marjana Lipovsek/Peter Meven/Sir Colin Davis/Symphonieorchester des Bayerischen Rundfunks, 1986 Philips
- Korngold: Symphony in F Sharp - Lieder Etc. - Barbara Hendricks/Franz Welser-Möst/The Philadelphia Orchestra, 1996 EMI
- Mahler, Symphony No. 4 in G - Barbara Hendricks/Israel Philharmonic Orchestra/Zubin Mehta, 1979 Decca
- Mozart, Messe K.427 - Karajan/Janet Perry/Peter Schreier/Benjamin Luxon, Deutsche Grammophon, 1982
- Mozart, Sacred Arias - Academy of St. Martin In the Fields/Academy of St. Martin in the Fields Chorus/Barbara Hendricks/Sir Neville Marriner, 2003 EMI
- Mozart, Concert and Operatic Arias - Barbara Hendricks/English Chamber Orchestra/Jeffrey Tate, 2007 EMI
- Mozart, Lieder - Barbara Hendricks/Maria João Pires/Mika Eichenholz/Orchestre de Chambre de Lausanne, 1991 EMI
- Poulenc: Gloria, Stabat Mater - Barbara Hendricks/Georges Prêtre/Orchestre national de France, 1985 EMI
- Ravel & Duparc: Melodies - Barbara Hendricks/John Eliot Gardiner/Orchestre de l'Opéra National de Lyon, 1988 EMI
- Schubert: Lieder, Vol. II - Barbara Hendricks/Bruno Schneider/Radu Lupu/Sabine Meyer, 1993 EMI
- Schubert: Lieder Vol. 1 - Barbara Hendricks/Radu Lupu, EMI
- Strauss: Four Last Songs & 15 Lieder - Barbara Hendricks/The Philadelphia Orchestra/Wolfgang Sawallisch, 2003 EMI
- Wolf, Lieder - Barbara Hendricks/Roland Pontinen, 2000 EMI
- Negro Spirituals - Barbara Hendricks, 1984 EMI
- Hendricks, Chants Sacrés - Barbara Hendricks/Orphei Drangar/Swedish Radio Symphony Orchestra, 1990 EMI
- Hendricks, Airs Operettes - Barbara Hendricks/Lawrence Foster/Philharmonia Orchestra, 1992 EMI
- La Voix du Ciel - Barbara Hendricks, 1993 EMI
- Hendricks & Quilico: Duos d'Opérettes - Barbara Hendricks/Gino Quilico/Lawrence Foster/Orchestre de l'Opéra National de Lyon, 1994 EMI
- Christmas Songs & Disney Songs - Barbara Hendricks, 1995 EMI
- Hendricks, Chansons & Melodies - Barbara Hendricks/Michel Dalberto, 1995 EMI
- Barbara Hendricks, 1995 EMI
- Tribute to Duke Ellington - Barbara Hendricks/Monty Alexander Trio, 1995 EMI
- When You Wish Upon a Star - Barbarba Hendricks Sing Disney Classics, 1996 EMI
- Mélodies Françaises - Barbara Hendricks/Cherubini Quartet/Michel Dalberto, 1996 EMI
- Hendricks, Schubert Lieder - Barbara Hendricks, 1999 EMI
- Tribute to George Gershwin: It's Wonderful - Barbara Hendricks, 2000 EMI
- Nordic Songs - Barbara Hendricks/Roland Pontinen, 2002 EMI
- Opera Arias - Barbara Hendricks/Orchestre philharmonique de Radio France/Paavo Järvi, 2003 EMI
- Oratorio - Barbara Hendricks, 2003 EMI
- Hendricks, the Moses Hogan Singers - Give Me Jesus - Spirituals - Barbara Hendricks & The Moses Hogan Singers, 2004 EMI
- The Very Best of Barbara Hendricks, 2005 EMI
- Spirituals - Barbara Hendricks, 2008 EMI
- Orchestral Songs: Berlioz/Britten/Duparc/Ravel - Barbara Hendricks/English Chamber Orchestra/John Eliot Gardiner, 2008 EMI
- 100 Best Barbara Hendricks - 2011 EMI